# 奧林匹亞 (密蘇里州)
奧林匹亞（英語：Olympia）是位於美國密蘇里州錫達縣的非建制地區。

## 歷史
奧林匹亞的郵局於1899年設立，其後於1907年停運。

## 地理
奧林匹亞所處的海拔為高於海平面290米（即951英呎），而該地所採用的時區為UTC-6，即北美中部時區（CST）。同時該地設有夏令時間，為UTC-6調快一小時，即UTC-5（CDT）。